# Corona de Barbotin

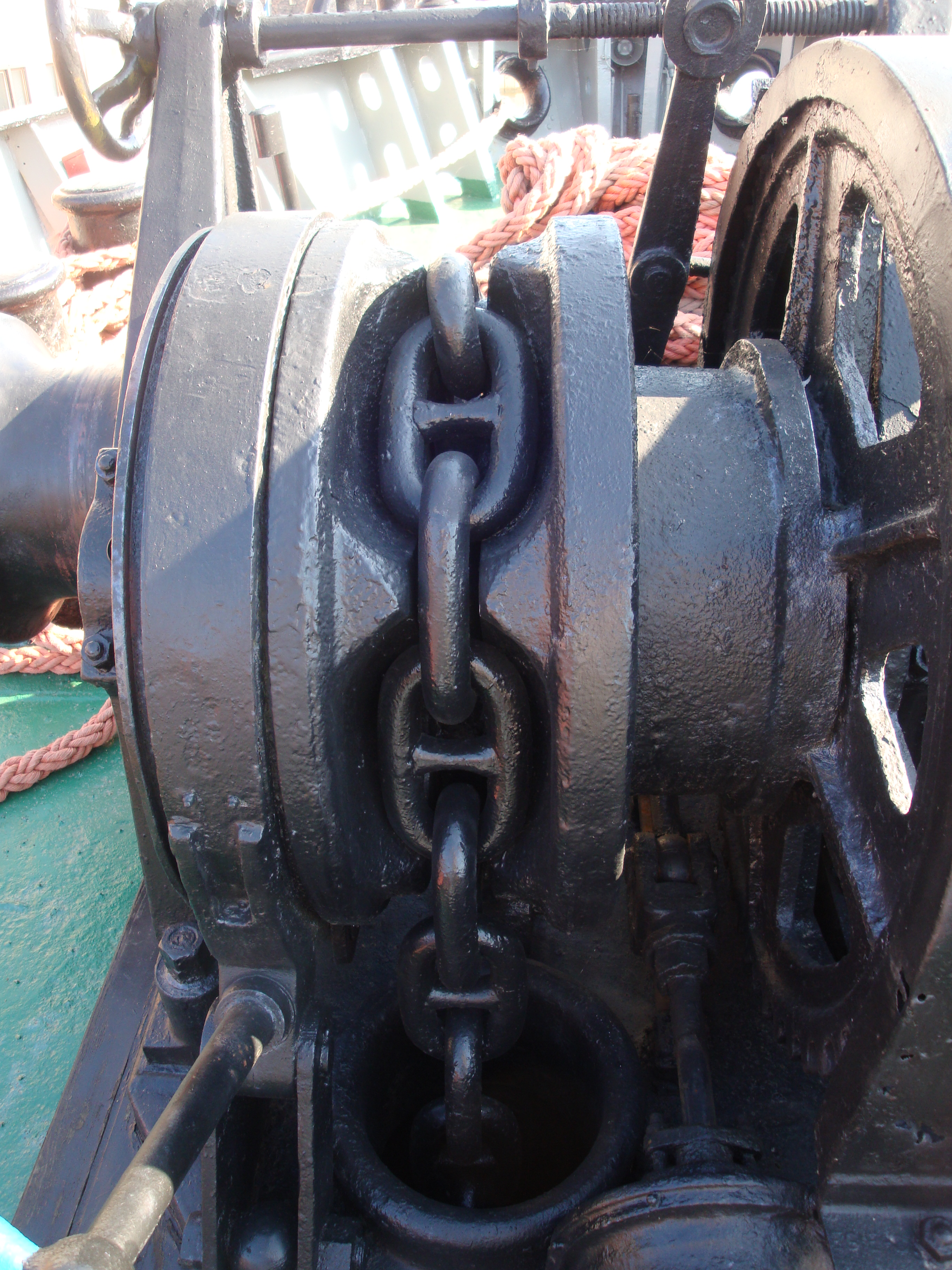
Fotografia d'una Corona de Barbotin.

La Corona de Barbotin és una peça de ferro colat, que s'utilitza en els molinets d'àncora per hissar la cadena de l'àncora. Porta el nom del seu inventor (Capità Benoît Barbotin).
Durant la maniobra de fondeig es desacobla de l'eix principal, permetent girar lliurement, després quan es desitja recollir l'àncora, s'engrana (vincula) a l'eix.

## Descripció
Inicialment, els grans vaixells de vela utilitzaven cables de cànem retorçats per a les seves àncores, que s'aixecaven embolicant-los en un argue d'eix vertical operat amb els braços dels homes.
Les cadenes d'ancoratge tenien molts avantatges: resistència molt més gran, resistència a la putrefacció i pes de la cadena que, fent un arc entre la nau i l'àncora, ajuda a amortir els xocs de tracció i millorar la subjecció de l'àncora en el fons i la seguretat del vaixell.
Tanmateix, la cadena no es podia enrotllar correctament sobre el capçal de l'argue i per alçar l'àncora era necessari colpejar (arreglar) la cadena a nivell de l'aigua per incorporar-la i començar de nou tantes vegades com fos necessari fent lliscar l'àncora pel fons, una operació molt llarga i tediosa anomenada "fer Marguerite" pels mariners. La invenció de la corona per Benoît Barbotin va simplificar en gran manera l'operació i el seu nom es va donar, per antonomàsia, a la part mecànica per ell inventada.
Aquest nom comú va ser utilitzat per a l'engranatge característic utilitzat per arrossegar les cadenes en tancs, buldòzers i altres vehicles pesats tot terreny.

## Diagrama

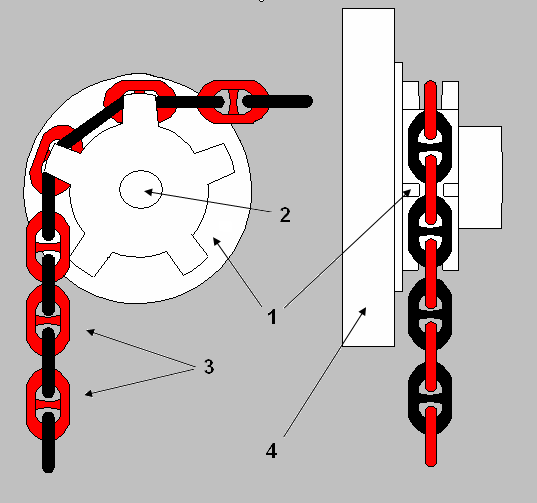
1. Corona de Barbotin - 2. Eix del cabrestant
3. Baules de la cadena - 4. Cinta de fre

## Galeria d'imatges

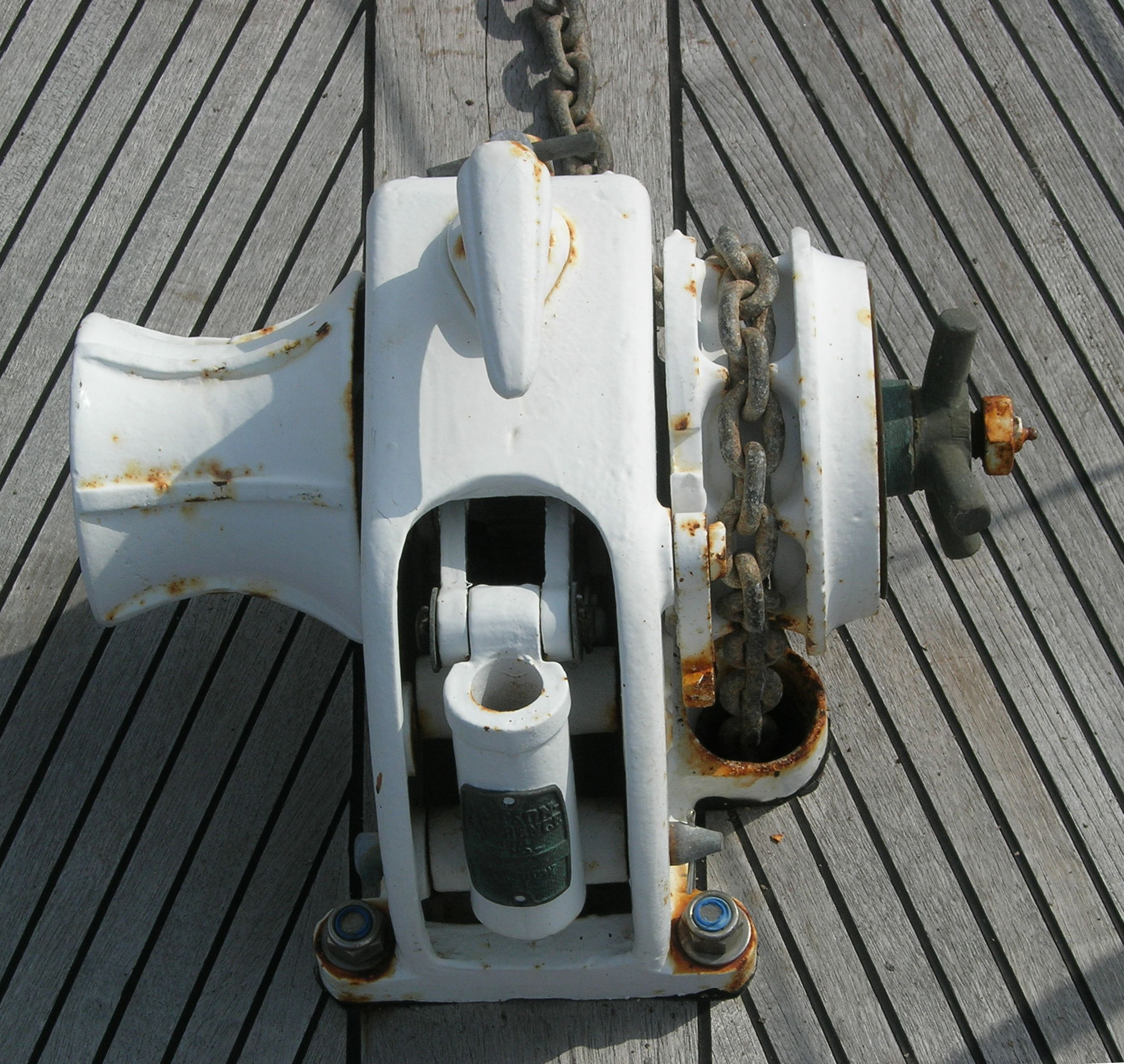
Molinet d'un vaixell
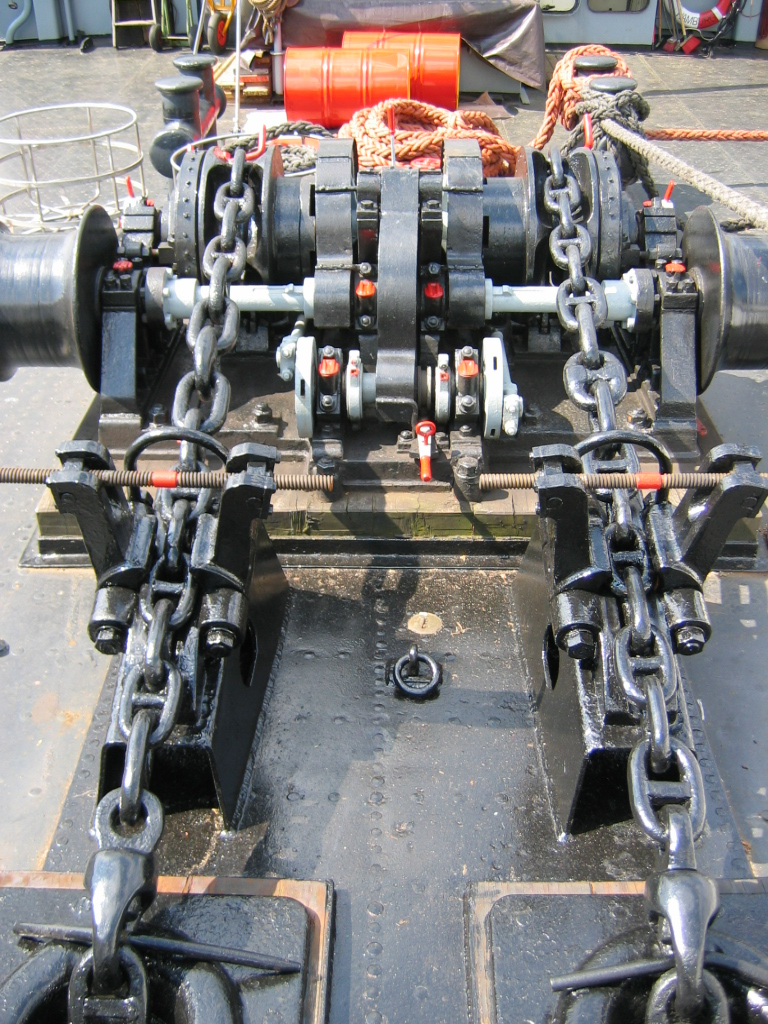
Cadenes des del molinet fins als arbres
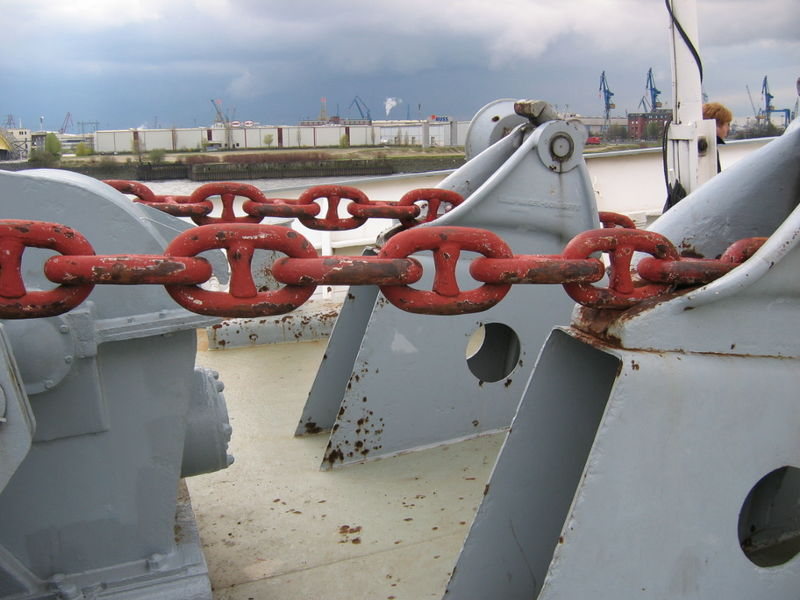
Entre el molinet (esquerra) i els taps (dreta)
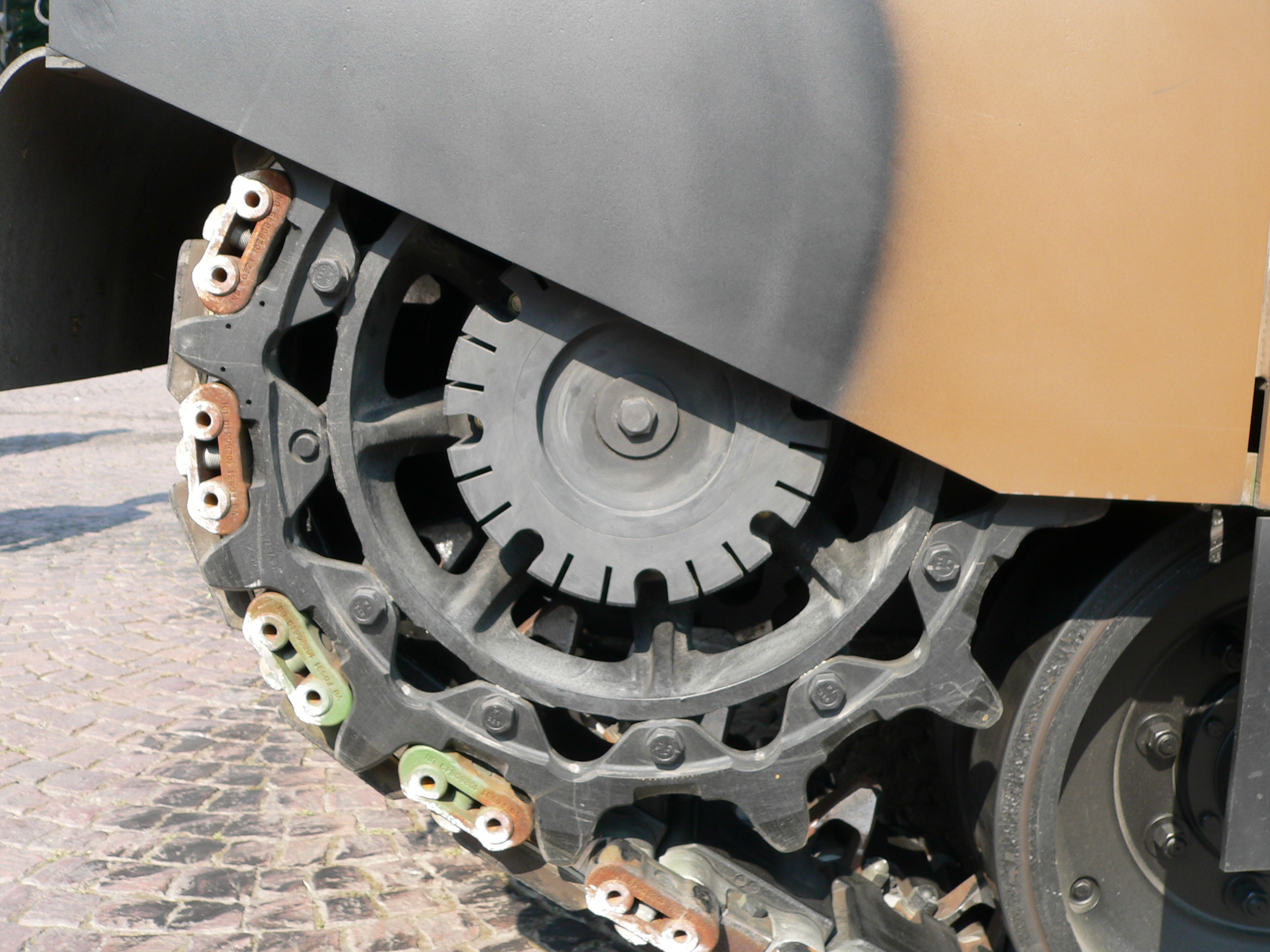
Barbotin del tanc AMX Leclerc (2006)